# Belagerung von Löwen
Les Avins – Löwen – Tornavento – Guetaria – Fontarrabie – Corbie – Diedenhofen 1639 – Turin – Arras 1640 – Aire-sur-la-Lys – La Marfée – Honnecourt – Barcelona – Cartagena – Diedenhofen 1643 – Rocroi – Orbetello – Fort Mardyck – Dünkirchen – Rethel – Bordeaux – Lens – Arras 1654 – Valenciennes – Dünenschlacht
Westeuropa

Oosterweel – Dahlen – Heiligerlee – Jemgum – Jodoigne – Le Quesnoy – Brielle – Mons – Goes – 1. Mechelen – Naarden – Middelburg – Haarlem – Alkmaar – Geertruidenberg – Leiden – Delft – Valkenburg – Mooker Heide – Schoonhoven – Zierikzee – 1. Antwerpen – Gembloux – Rijmenam – 1. Deventer – Borgerhout – 1. Maastricht – 2. Mechelen – 1. Steenwijk – Kollum – 1. Breda – Noordhorn – Niezijl – Lochem – Lier – Eindhoven – Steenbergen – Ghent – Aalst – 2. Antwerpen – IJsseloord – Empel – Boksum – 1. Grave – 1. Venlo – Axel – Neuss – 1. Rheinberg – Zutphen – 1. Sluis – 1. Bergen-op-Zoom – 2. Geertruidenberg – 2. Breda – 2. Zutphen – 2. Deventer – Delfzijl – Knodsenburg – 1. Hulst – Nijmegen – Rouen – Caudebec – 2. Steenwijk – 1. Coevorden – 3. Geertruidenberg – 2. Coevorden – Groningen – Huy – 1. Groenlo – Lippe – Calais – 2. Hulst – Turnhout – 2. Rheinberg – 1. Moers – 2. Groenlo – Bredevoort – Enschede – Ootmarsum – 1. Oldenzaal – 1. Lingen – 1. Schenckenschans – Zaltbommel – Rees – San Andreas – Nieuwpoort – 3. Rheinberg – Ostende – 1. 's-Hertogenbosch – 2. Grave – Hoogstraten – 3. Sluis
Zwölfjähriger Friede

2. Lingen – 3. Groenlo – Aachen – Jülich – 2. Bergen op Zoom – Fleurus – 3. Breda – 2. Oldenzaal – 4. Groenlo – 2. 's-Hertogenbosch – Slaak – 2. Maastricht – Leuven – 2. Schenkenschans – 4. Breda – 2. Venlo – Kallo – 3. Hulst
Europäische Gewässer

Vlissingen – Borsele – Haarlemmermeer – Zuiderzee – Schelde – Lillo – Ponta Delgada – Bayona Islands – Golf von Almería – 1. Cadiz – Azoren – Straße von Dover – 2. Sluis – 1. Kap St. Vincent – 1. Gibraltar – 2. Gibraltar – 2. Cadiz – Lizard Point – Dünkirchen – Calais – Downs – 2. Kap St. Vincent – 2. St. Martin
Amerika

Bahia – Matanzas – St. Martin – San Juan – Abrolhos – Pernambuco – Südchile
Ostindien

Playa Honda – 1. San Salvador – 2. San Salvador – La Naval de Manila – Puerto de Cavite
Die Belagerung von Löwen (24. Juni – 4. Juli 1635) war eine bedeutsame Belagerung im Dreißigjährigen Krieg. Eine französisch-niederländische Armee unter Friedrich Heinrich von Oranien und den französischen Marschällen Urbain de Maillé-Brezé und Gaspard III. de Coligny, die von zwei Seiten in die spanischen Niederlande eindrangen, belagerten die spanisch-niederländische Stadt Löwen, die von 4.000 flämischen Zivilisten, Wallonen, Spaniern und Iren unter Anthonie Schetz verteidigt wurde. Schlechte Organisation und Logistik und die Ausbreitung von Krankheiten unter den französischen Belagerungstruppen, sowie das Eintreffen eines Entsatzheeres unter Ottavio Piccolomini (1599–1656) zwangen die Belagerungstruppen, die Belagerung aufzugeben. Der Fehlschlag der Belagerung erlaubte es spanischen Truppen, die Initiative zu ergreifen, mit der die Belagerungstruppen zu einem eiligen Rückzug gezwungen wurden.

## Hintergrund

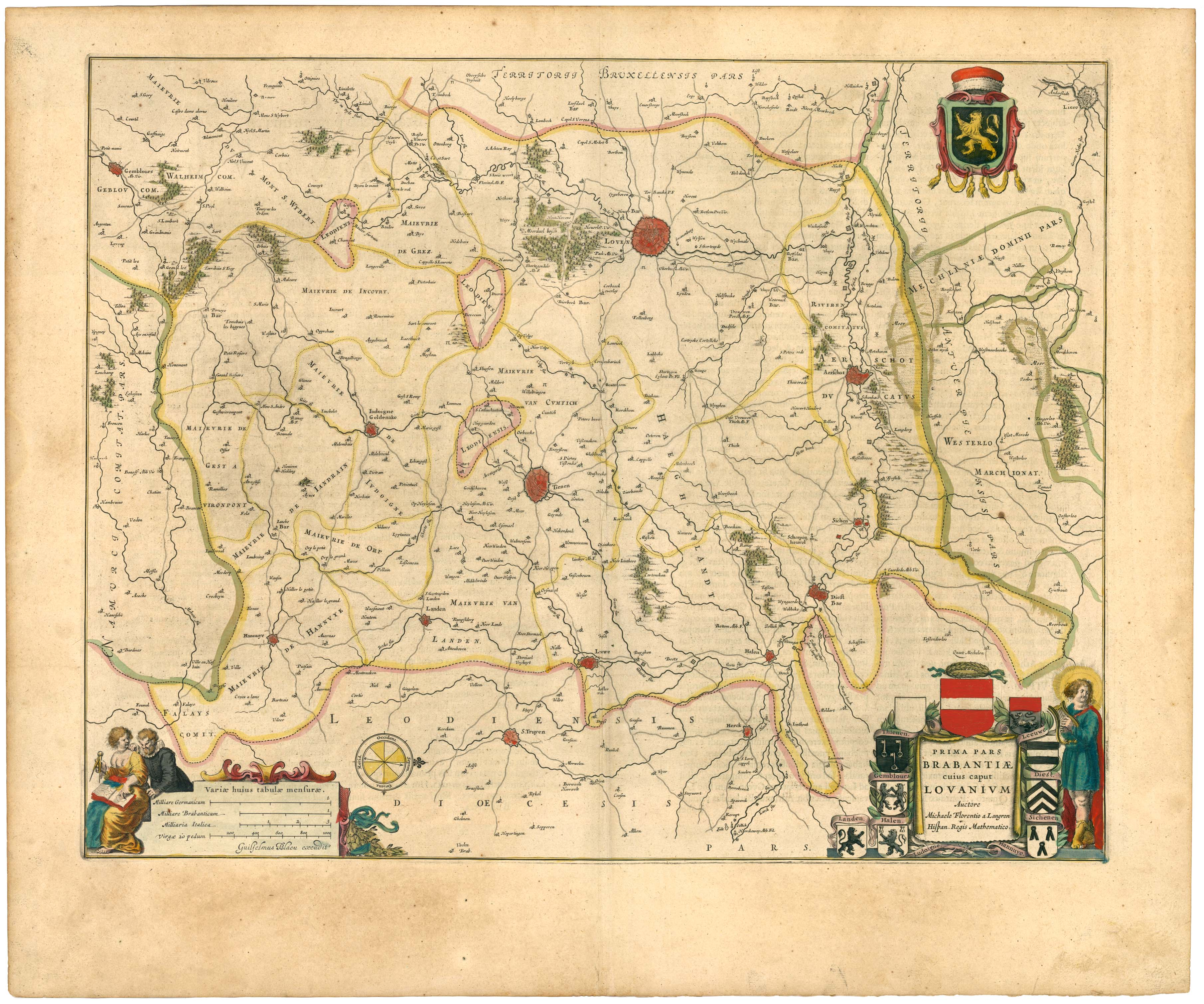
Karte von Brabant von 1645 von Joan Blaeu

1635 ging die niederländische Republik eine Allianz mit Frankreich ein, die zum Ziel hatte, die spanische Armee von Flandern von zwei Seiten anzugreifen, um so die strategische Pattsituation im Achtzigjährigen Krieg zu Gunsten der Niederlande zu verändern und die Spanischen Niederlande zwischen den beiden Parteien der Allianz aufzuteilen. Die Franzosen drangen von Süden in die Spanischen Niederlande ein und schlugen die spanische Armee in der Schlacht bei Les Avins am 20. Mai, um sich sodann mit Truppen von Friedrich Heinrich von Oranien in Maastricht zu vereinigen, der die niederländische Republik an der Spitze eines 20.000 Mann starken Heeres, zu dem noch 6.000 Mann Kavallerie kamen, verlassen hatte. Unterdessen verlegte Kardinalinfant Ferdinand, der sich in Löwen aufhielt, spanische Tercios nach Tienen und sandte den Grafen von Fuenclara nach Deutschland, um die Reichsarmee zu Hilfe zu rufen.
Die vereinigte Armee der Franzosen und der Niederländer, die nun aus 50.000 Mann bestand und sich aus französischen, niederländischen, deutschen und englischen Soldaten zusammensetzte, marschierte nach Tienen, das von einer kleinen Garnison unter Kapitän Martín de los Alarcos verteidigt wurde. Das Dorf wurde im Sturm erobert, drei Tage lang geplündert und schließlich niedergebrannt. Die spanische Garnison und der Großteil der Bevölkerung wurde massakriert. Diese Verzögerung gab Ferdinand Zeit, die Befestigungen von Löwen auszubauen und seine Armee in einer befestigten Stellung nahe der Stadt in Stellung zu bringen. Bald darauf erschien die französisch-niederländische Armee und schlug ihr Lager in einer Entfernung von zwei Meilen zu Ferdinands Hauptquartier auf. Nichtsdestoweniger blieben sie acht Tage lang untätig, was der Bevölkerung des ganzen Landes, insbesondere der von Brüssel, wo die Nachrichten der Plünderung Tienens große Bestürzung hervorgerufen hatte, Gelegenheit gab, sich in Sicherheit zu bringen.

## Belagerung

### Erste Operationen
Am 20. Juni brach die französisch-niederländische Armee ihr Lager ab und verschob ihre Linien an das östliche Ufer des Flusses Dijle. Francisco de Moncada, der die spanischen Tercios des Marquis de Celada befehligte, weitere Einheiten Tercios und die Kavallerie unter Johann zu Nassau-Siegen, rückten vor, um die deutsche Garnison einer befestigten Brücke über die Dijle verstärken, da sie befürchteten, die Invasionsarmee könnte diese Brücke benutzen, um an das andere Ufer zu gelangen. Die spanischen Truppen verbrachten zwei Stunden damit, die französisch-niederländischen Truppenbewegungen über die Hügel auf der gegenüberliegenden Flussseite zu beobachten, bevor sie bemerkten, dass ihre Gegner die Dijle über eine unverteidigte Fußgängerbrücke überquerten, die eine Meile entfernt von der bewachten lag. Ohne noch weitere kostbare Zeit zu verlieren, wurde der Herzog von Lerma mit dem Befehl ausgesandt, die Überquerung unter allen Umständen zu verhindern. Unter seinem Befehl standen ein Teil der Kavallerie unter Juan de Vivero und 300 Musketiere von den Einheiten Celadas, die von Kapitän Antonio de Velandia angeführt wurden. Als sie an der Brücke ankamen, hatten bereits mehr als 4.000 gegnerische Soldaten den Fluss überquert und gute Verteidigungsstellungen eingenommen, da sie dieses Manöver bereits in der Morgendämmerung desselben Tages begonnen hatten. Als der Herzog von Lerma dessen gewahr wurde, befahl er Celada, sich zurückzuziehen und warnte ihn über Kapitän Diego de Luna, dass er ihm nicht zu Hilfe eilen könne, falls dessen Männer angegriffen würden, da die Kavallerie unter Johann von Nassau-Siegen zurückgefallen war.

### Belagerung an sich
In der Nacht wurde die gesamte Artillerie sowie der Tross zurück nach Brüssel gebracht, am kommenden Tag folgte der Kardinal-Infante mit seinem Lager. Somit wurde die Verteidigung Löwens allein dem Veteranen Anthonie Schetz, dem Baron von Grobbendonck überlassen. Er konnte an regulären Truppen über die Tercios seines Sohnes, des Barons von Wezemaal, die wallonischen Tercios von Ribacourt, die irischen Tercios unter Thomas Preston, und einige Kavalleriereiter verfügen. Daneben hatten sich fünf Regimenter bewaffnete Bürger und Studenten der Universität zu Löwen zur Verfügung gestellt. Nachdem die französisch-niederländischen Soldaten die Dijle vollständig überquert hatten, plünderten sie zunächst das Dorf Tervuren, die Sommerresidenz der Herzöge von Brabant, und erreichten sodann die Außenbereiche von Brüssel. Bald kehrten sie nach Löwen zurück, um die Stadt zu belagern. Die Belagerung wurde kurz nach dem Eintreffen der Truppen aufgenommen, während die alliierte Artillerie über die Befestigungsanlagen von Löwen schoss und Pioniere die Wehrmauern mit Gräben und Minen zu beschädigen versuchten. Am stärksten betroffen von den Unterminierungsversuchen war das Tor von Vilvoorde, das von Preston und seinem irischen Tercios verteidigt wurde, die durch ihre zahlreichen Ausfälle die Belagerungsarbeiten behinderten und die schlecht ausgerüsteten französischen Soldaten schnell demoralisierten. Wallonische Truppen und Studenten unternahmen ebenso einige Ausfälle, sodass die Grabungsarbeiten regelmäßig nachts zerstört werden konnten.
Die Belagerer entschlossen sich, verärgert durch die Behinderung ihrer Arbeiten, die Mauern im Sturm zu nehmen und ihre zahlenmäßige Überlegenheit so auszunutzen, obwohl sie so dem feindlichen Feuer schutzlos ausgeliefert sein würden. Drei Regimenter überfielen des Nachts die Mauern und Bollwerke der vordersten Schanzungsanlagen, wurden aber von den wachsamen Verteidigern blutig zurückgeschlagen. In der folgenden Nacht führte Friedrich Heinrich höchstpersönlich einen Angriff auf das Ravelin, das das Tor von Mechelen schützte und nur von einer Handvoll Iren verteidigt wurde. Trotz anfänglicher Erfolge konnte die Attacke von den Iren, unterstützt von einigen Deutschen und Bürgern, zurückgeschlagen und Friedrich Heinrich und seinen Männern empfindliche Verluste zugefügt werden. Zum Scheitern der Attacke maßgeblich beigetragen hatte, dass die Manöver der Armee von einem gut befestigten Turm zwischen den Toren von Mechelen und Vilvoorde (im Volksmund bekannt als Verlooren-Kost) aus beobachtet werden konnte. Dieser Turm diente dem Baron von Grobbendonck sowohl als Artilleriestellung wie auch als Ausguck. Als die Franzosen die Bedeutung des Verlooren-Kost erkannten, nahmen sie ihn unter schweren Beschuss, konnten die 9 Meter dicken Mauern jedoch nicht überwinden.

### Entsatz
Am 29. Juni, dem Peter-und-Pauls-Fest, blieb die französisch-niederländische Seite untätig. Unterdessen befahl Grobbendonck 250 speziell ausgewählten Verteidigern, einen Ausfall zu unternehmen. Die Männer verließen die Stadt durch verschiedene Tore und trafen sich vor dem Verlooren-Kost wieder. Darauf erstürmten sie in einem Überraschungsangriff die Stellungen der Belagerer, die sie völlig unvorbereitet antrafen. Um die 400 Mann, darunter eine große Anzahl an Offizieren, wurden hierbei getötet. Trotz dieses Rückschlages konnte Friedrich Heinrich Grobbendonck noch am selben Tag zur Aufgabe drängen, indem er ein Massaker an den Bewohnern der Stadt androhte. Fünf Tage später traf in den Vororten von Löwen eine kaiserlich-spanische Entsatzarmee unter Ottavio Piccolomini ein, bestehend aus 8.000 Kavallerieeinheiten und den Tercios von Alonso Ladrón und Sigismondo Sfondrati, die in Namur stationiert gewesen waren, um die Niederlage von Les Avins zu begrenzen. Hinzu kam eine Nachhut von 3.000 Mann Infanterie und ein wenig Kavallerie. Das Eintreffen der Armee veranlasste die Franzosen und Niederländer, die Belagerung aufzugeben und sich nach Norden in die Vereinigten Provinzen zurückziehen. Beim Rückzug desertierte eine große Anzahl der Soldaten oder wurde von der spanischen Kavallerie und von flämischen Bauern getötet. Kurz darauf erschien auch der Kardinalinfant mit 22.000 Mann Infanterie und 14.000 Mann Kavallerie auf der Bildfläche.
Das Belagerungsheer hatte zum Ende der Belagerung zusätzlich auch unter einer Typhusepidemie und unter Problemen mit der Nahrungsversorgung gelitten. Am Ende des Monats Juni waren von den anfänglich 29.000 Söldnern der Belagerungstruppen nur noch 17.000 übrig, eine Zahl, die sich bis zum Rücktransport der verbliebenen ehemaligen Belagerungstruppen per Schiff im Frühjahr 1636 noch auf 9.000 verringerte.

## Nachwirkung
Das französisch-niederländische Scheitern vor den Mauern Löwens ermöglichte es den Spaniern, die Initiative zu ergreifen. Ein Gegenstoß des Kardinal-Infante drängte die französisch-niederländische Armee zurück an die niederländische Grenze. Er unternahm einen nordöstlichen Vorstoß an den Rhein in Richtung Kleve, wobei Diest und Tienen zurückerobert werden konnten. Eine Gruppe von 500 deutschen Söldnern unter Oberstleutnant Eyndhouts, die sich an der linken Flanke der Armee herumtrieb, konnte in der Nacht vom 27. auf den 28. Juli die niederländische Festung Schenkenschans überraschen und einnehmen, die zu dieser Zeit lediglich eine Garnison von 120 Soldaten hatte. Eine große Anzahl an Männern wurde sodann in der Festung stationiert, zuerst unter dem Befehl von Eyndhouts. Die Niederländer rückten sofort mit Verstärkungen nach, konnten aber nicht verhindern, dass eine spanische 20.000 Mann starke Armee das Herzogtum Kleve im August und September besetzte. Dies hatte zu Ziel, die Feste von Shenck mit den Hauptlanden der Spanischen Niederlande zu verbinden. Durch diese Besatzungsarmee drohte eine Invasion in das niederländische Landesinnere, weshalb es unumgänglich war, dieser Bedrohung zu begegnen. Friedrich Heinrich selbst begann die Belagerung von Schenkenschans, bereits wenige Tage nach dessen Fall, übertrug das Kommando aber bald auf seinen Cousin Johann Moritz von Nassau-Siegen. Die Festung fiel nach einer langen und kostspieligen Belagerung, die sogar über die Wintermonate aufrechterhalten wurde. Die Spanier legten ihr Hauptaugenmerk nun auf die Franzosen und wandten sich gegen den Norden Frankreichs in Richtung der Somme. Die Invasion wurde erst bei Corbie gestoppt.